# William Verity
William Verity, Jr., född 26 januari 1917 i Middletown, Ohio, död 3 januari 2007 i Beaufort, South Carolina, var en amerikansk politiker och affärsman. Han var USA:s handelsminister 1987-1989.
Verity lärde känna John F. Kennedy under skoltiden. De gick i skola i Choate. Verity avlade 1939 sin grundexamen vid Yale University. Han deltog i andra världskriget i USA:s flotta. Han gjorde sin karriär inom stålindustriföretaget Armco som hade grundats av farfadern George M. Verity.
Verity var ordförande i USA:s handelskammare 1980-1981.
Då handelsministern Malcolm Baldrige omkom 1987 i en rodeoolycka utnämndes Verity till handelsminister och han tjänstgjorde till slutet av Ronald Reagans andra mandatperiod som USA:s president. Under Veritys tid som handelsminister grundades Office of Space Commerce (numera Office of Space Commercialization), en avdelning inom handelsdepartementet som främjar kommersialiseringen av rymden.
Veritys grav finns på Woodside Cemetery i Middletown, Ohio.